# El Colorado, Zumpango
El Colorado är en ort i Mexiko, tillhörande kommunen Zumpango i delstaten Mexiko. El Colorado ligger i den centrala delen av landet och tillhör Mexico Citys storstadsområde. Orten hade 371 invånare vid folkräkningen 2010.